# Zahnradlokomotive

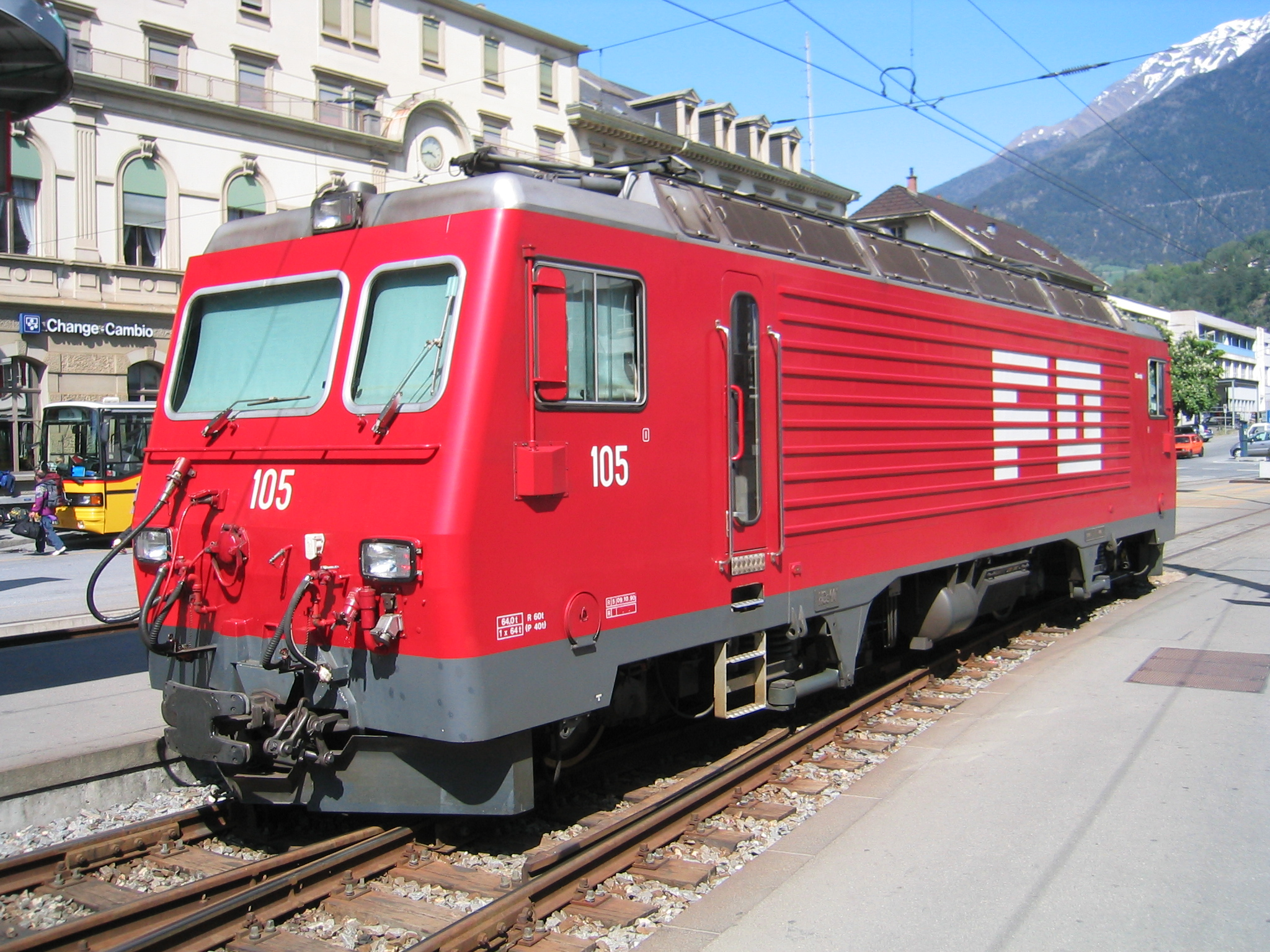
Elektrische Zahnradlokomotive der ehemaligen Furka-Oberalp-Bahn, Schweiz

Als Zahnradlokomotive wird eine Lokomotive bezeichnet, die für den Zahnradbahnbetrieb vorgesehen ist. Hierbei wird die Zugkraft der Lokomotive mittels eines oder mehrerer Zahnräder auf Zahnstangen übertragen. Zahnradlokomotiven werden meistens bei Gebirgs- oder Bergbahnen eingesetzt, auf denen die Steigungen einen sicheren Betrieb durch die Reibung im Rad/Schiene-Betrieb nicht mehr ermöglichen oder aus Sicherheitsgründen nicht mehr zulassen. Dies ist in Europa zum Beispiel in den Alpenregionen der Fall. Bis in die heutige Zeit haben sich Dampflokomotiven auf Zahnradbahnen erhalten, was der touristischen Attraktivität zu verdanken ist.
Auch einige der frühesten gebauten Lokomotiven, etwa die von John Blenkinsop, und die nach seinem Vorbild 1816 und 1817 von der Königlichen Eisengießerei in Berlin gebauten Lokomotiven waren streng genommen Zahnradlokomotiven, da man noch davon ausging, dass das Eigengewicht der Fahrzeuge nicht genug Reibung aufbringen würde. Bei diesen beiden Maschinen befand sich ein Zahnrad an einer Seite, welches in die Köpfe dicker Nägel eingriff, die außen entlang der Schiene eingeschlagen waren. Heute sitzen die Zahnräder unter der Lok in der Mitte des Gleises.
→ Hauptartikel: Abschnitt Triebfahrzeuge im Artikel Zahnradbahn

## Galerie

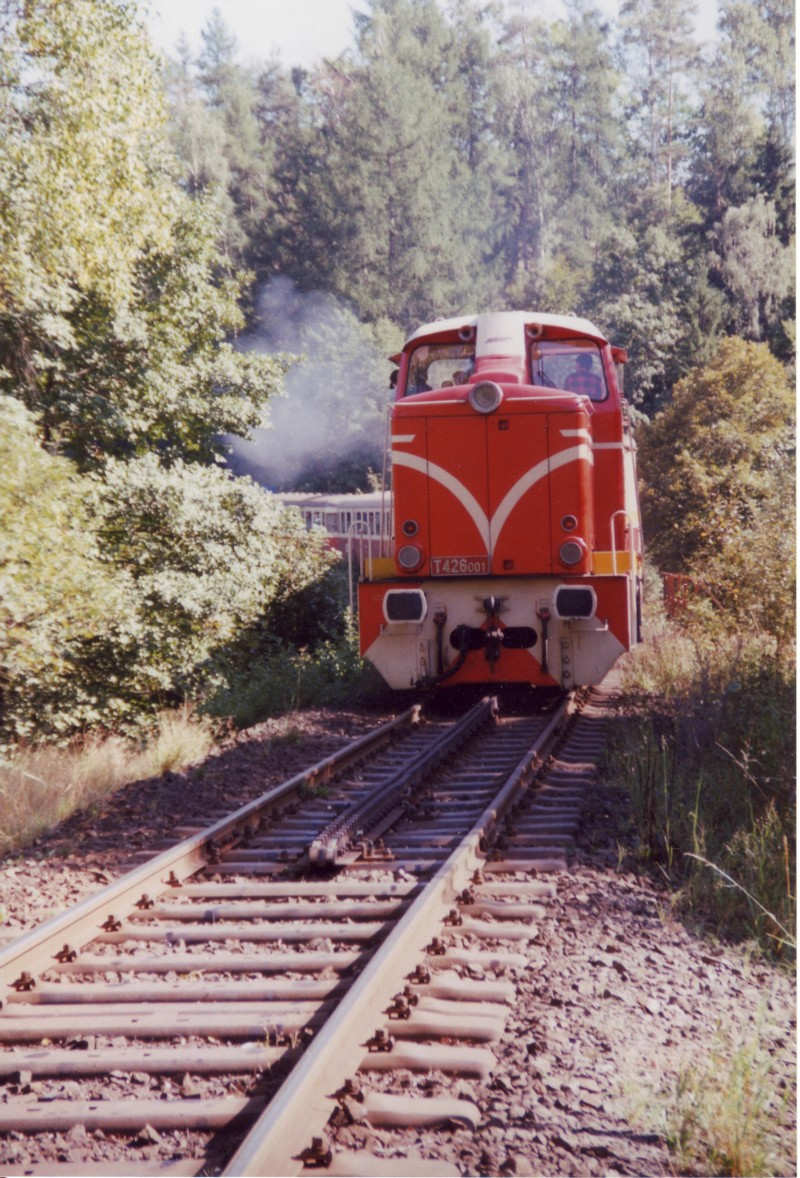
Schiebende Zahnrad-Diesellokomotive, Tannwalder Zahnradbahn, Tschechien
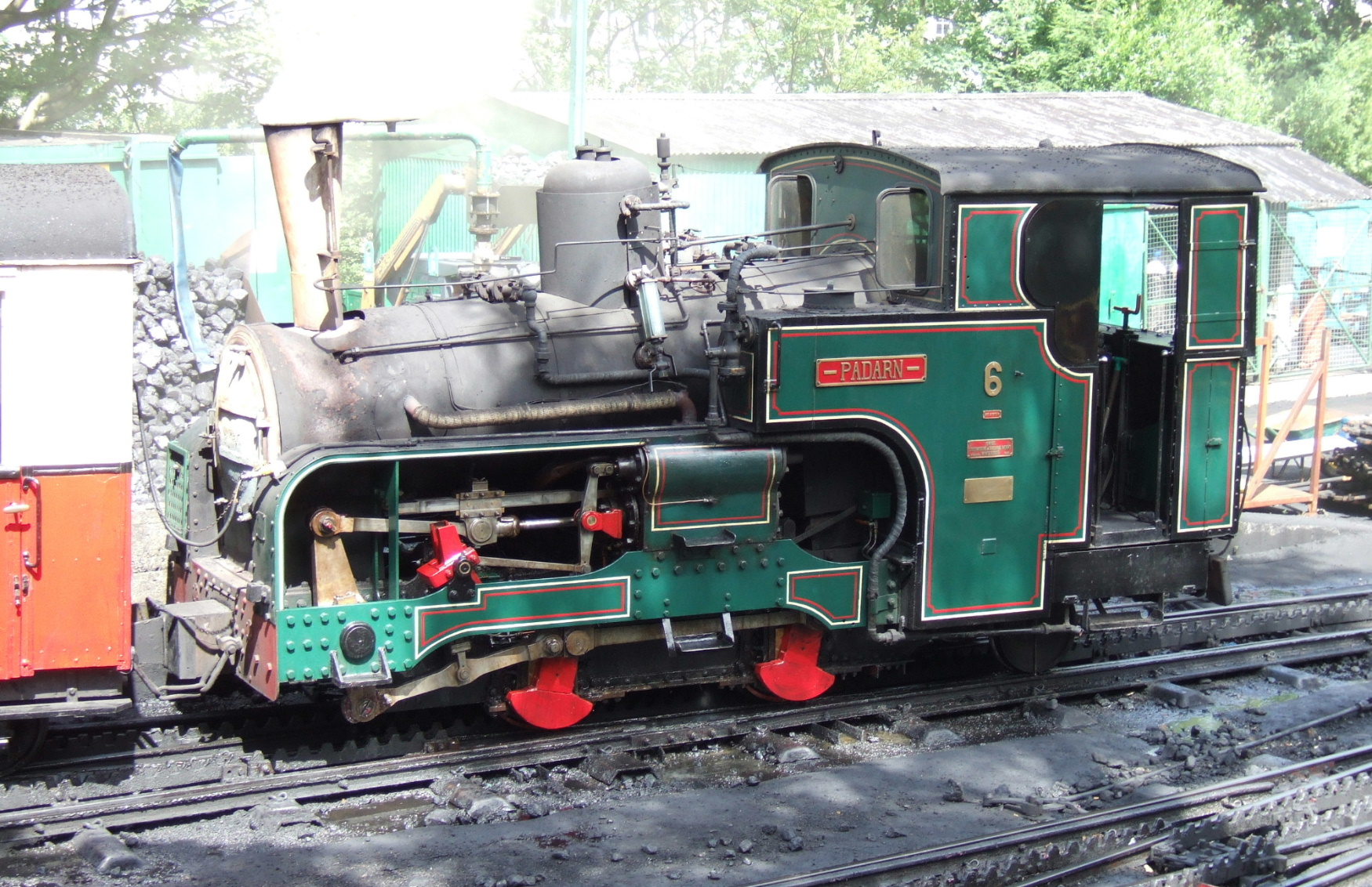
Zahnradlokomotive der Snowdon Mountain Railway, Wales
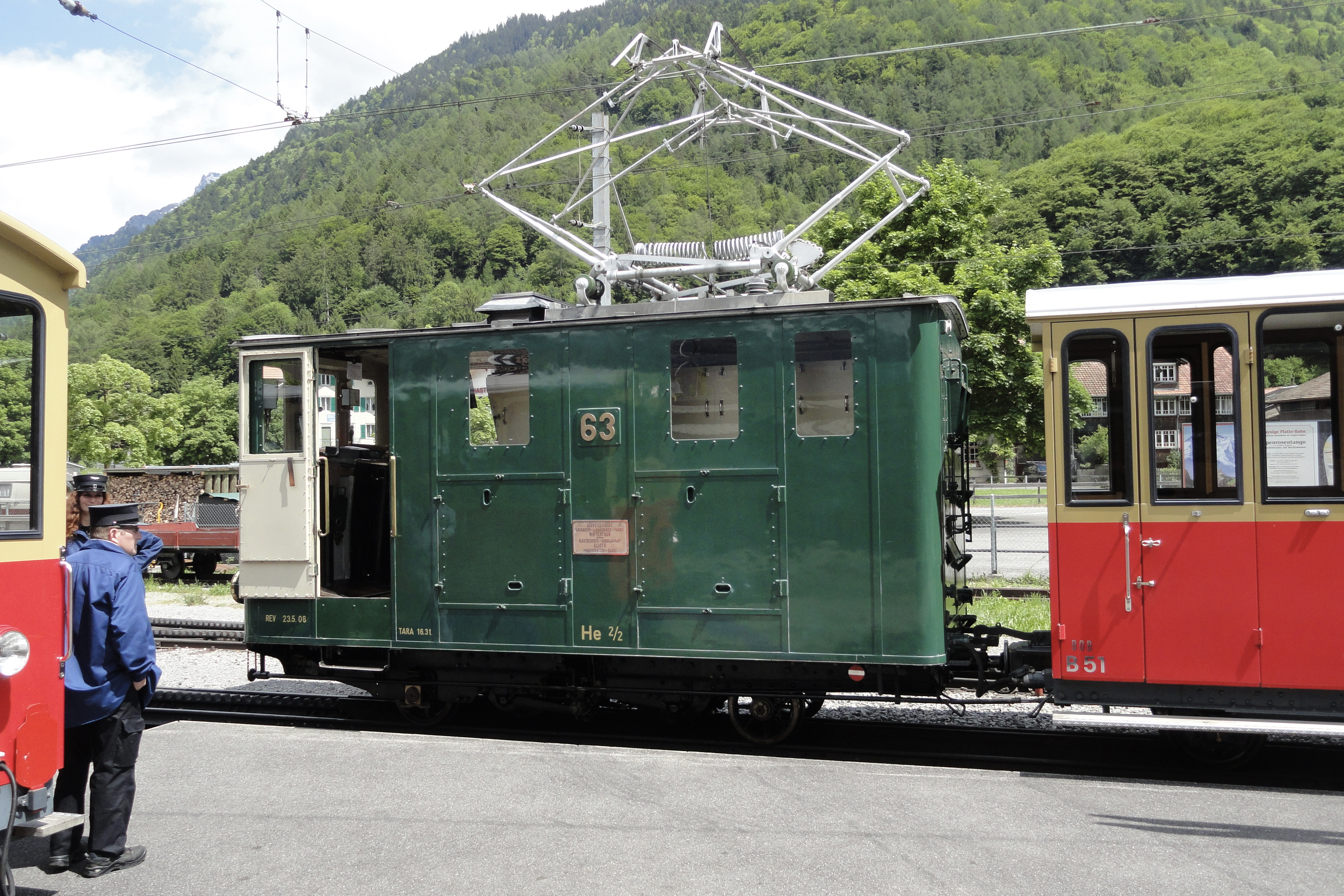
Historische Zahnradlokomotive He 2/2 63 der SPB, ex He 2/2 63 der WAB im Bahnhof Wilderswil, Schweiz, 2010.
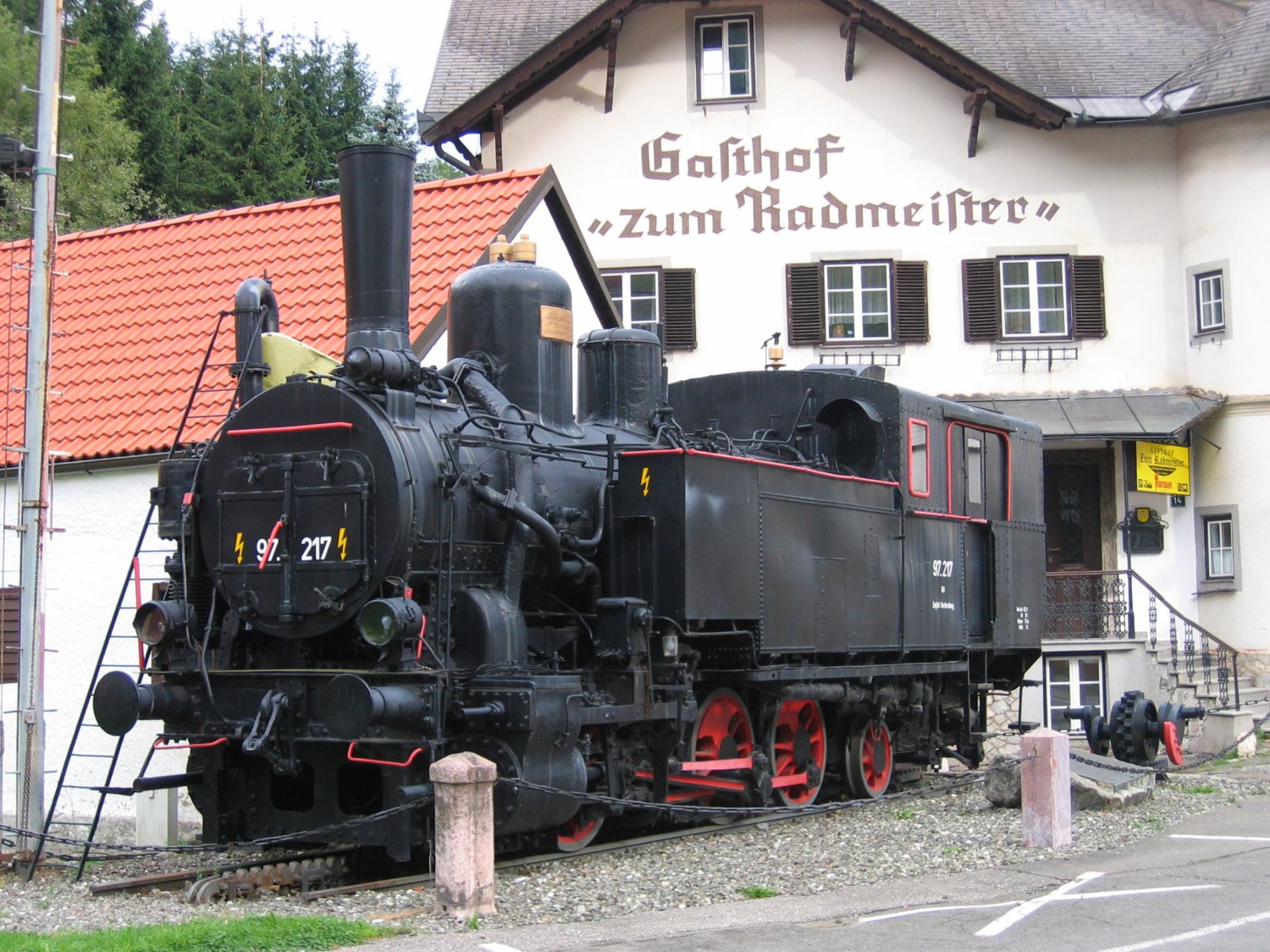
Zahnradlokomotive der Erzbergbahn, Österreich, 2004
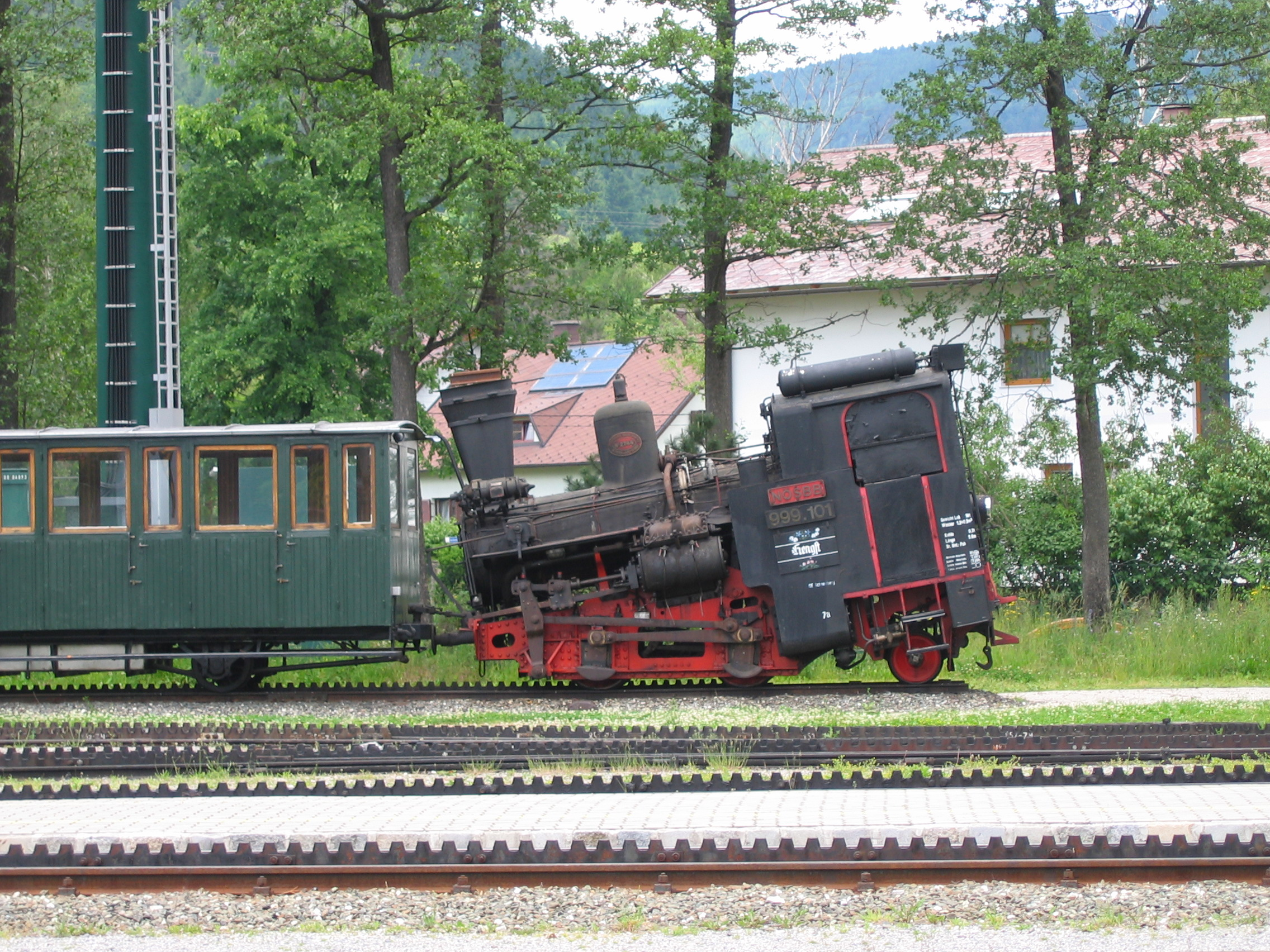
Zahnradlokomotive der Schneebergbahn, Österreich